# Пакетная запись оптических дисков
Packet Writing (Пакетная запись) — метод записи оптических дисков. В основе этого метода лежит запись информации на диск не дорожками, как в методах TAO, SAO и DAO, а порциями (пакетами). Таким образом, вы можете записывать, удалять и изменять файлы на перезаписываемых оптических дисках точно так же, как это делаете с дискетами, жёсткими дисками и Flash-носителями.
Термин относится только к CD, однако аналогичные режимы есть и у DVD — так, например, DVD-RW в режиме Restricted Overwrite после полного форматирования есть устройство с произвольным доступом блоками по 64 Кб. DVD+RW после форматирования и вовсе поддерживает блоки в 2 Кб, а DVD-RAM и BD-RE вообще поставляются от производителя уже форматированными (повторное форматирование тоже поддерживается).

## Поддержка дисков, использующих пакетный метод записи данных
Перед использованием RW-носителя в режиме пакетной записи нужно выполнить его форматирование. Во время форматирования диск проверяется на наличие повреждённых секторов, а после проверки плохие сектора помечаются особым образом (чтобы впоследствии в эти сектора не производилась запись), и на диск производится запись файловой системы — UDF.
DVD+RW после форматирования поддерживает и создание на себе (не путать с форматированием, в контексте данной статьи «форматирование» делается программами записи, такими, как Nero, а создание пустой файловой системы — командой format в Windows) файловой системы FAT32, то же верно и для DVD-RAM и BD-RE.
Диски с файловой системой UDF поддерживаются операционными системами Linux, Mac OS X 10.5, Windows 98 (версия 1.02), Windows ME (версия 1.02), Windows 2000 (версии 1.02 и 1.50), Windows XP (версии 1.02, 1.50, 2.01) и Windows Vista (начиная с версии 1.02 и заканчивая версией 2.60).
В Linux для записи используются стандартные средства из набора утилит udftools.
В Windows XP стандартными средствами можно производить только чтение информации с дисков с файловой системой UDF. Для того, чтобы появилась возможность пакетной записи, нужно установить специальное программное обеспечение. Наиболее популярными программами для пакетной записи данных являются Roxio Drag-To-Disc, Ahead InCD и NTI FileCD.
В Windows Vista уже реализована полная поддержка дисков с файловой системой UDF, то есть вы можете стандартными средствами, без каких-либо дополнительных программ от сторонних производителей, работать с перезаписываемыми оптическими дисками в режиме пакетной записи. В Windows Vista вместо термина «Пакетная запись» используют несколько другой — «живая» файловая система.
Для чтения дисков, записанных методом Packet Writing, требуется компьютер с пишущим дисководом (рекордером).
Пакетная запись возможна только на перезаписываемых носителях, однако, существуют программы (например, Roxio DirectCD), которые для таких целей могут использовать и однократно записываемые диски, однако физически удалять файлы с таких дисков всё равно нельзя (можно только убрать соответствующие ссылки на них в таблице размещения файлов, сделав их невидимыми).